# Tahrir-Platz

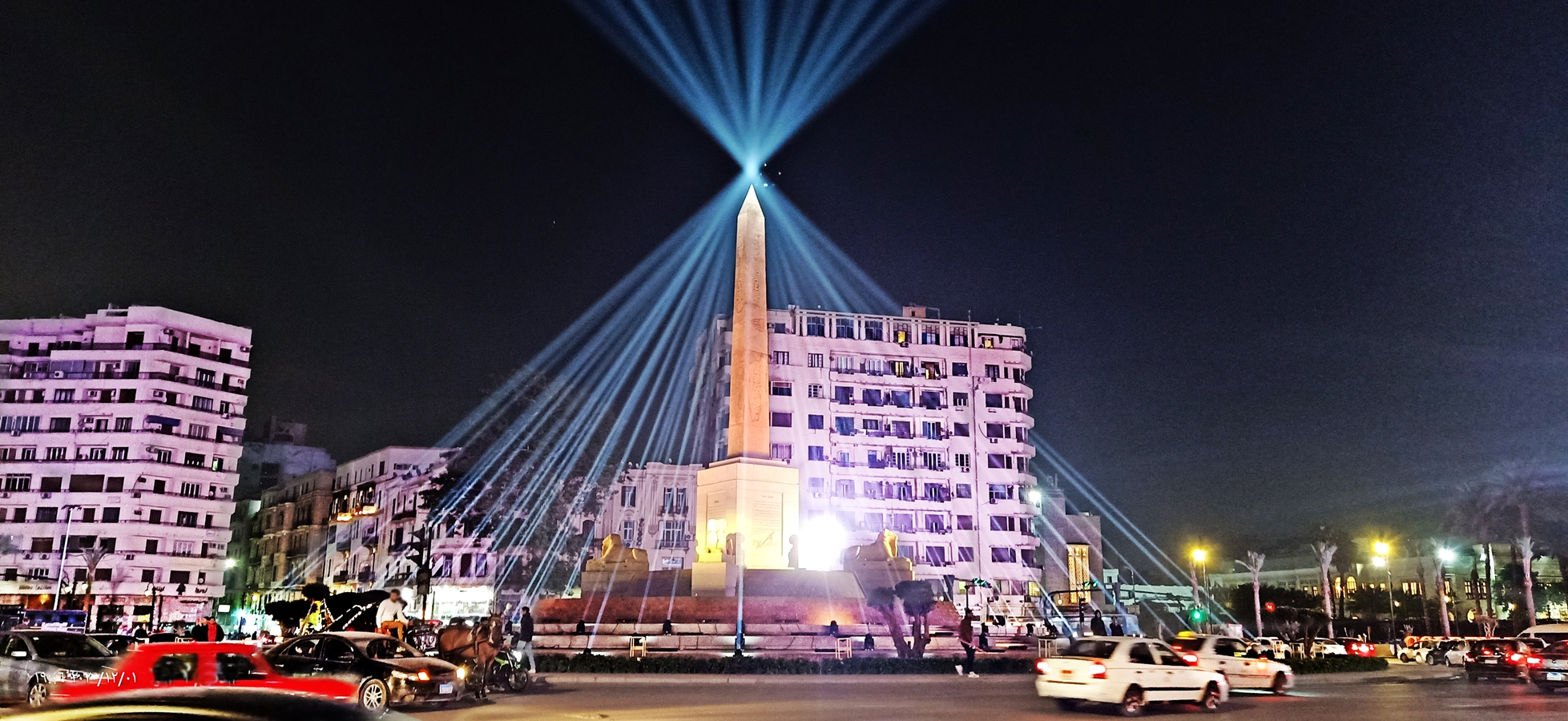
Tahrir-Platz

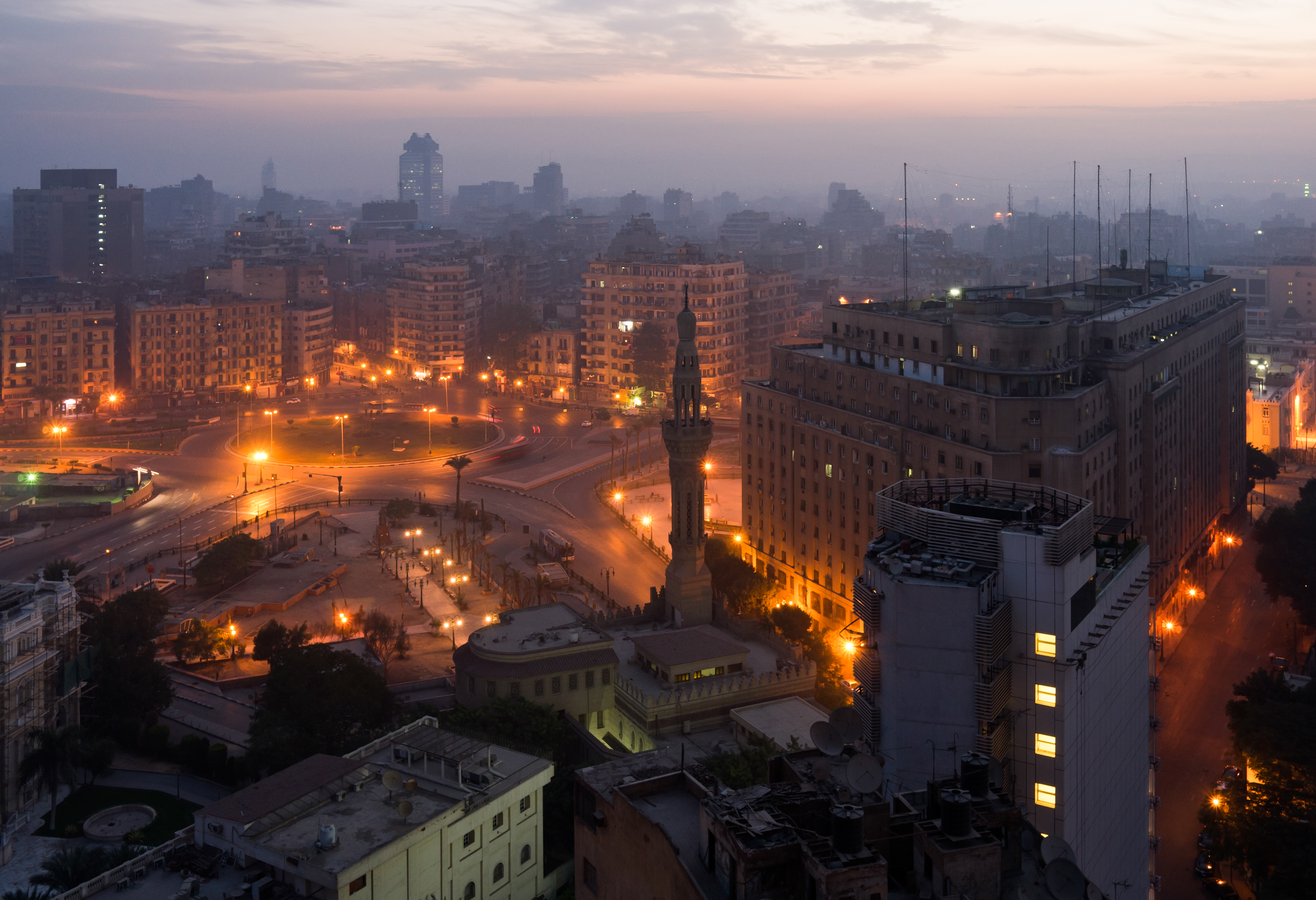
Der At-Tahrir-Platz am frühen Morgen; im Hintergrund Ägyptens Zentralverwaltungsgebäude, die Mogamma.

Der Tahrir-Platz (arabisch ميدان التحرير, DMG Maidān at-Taḥrīr ‚Platz der Befreiung‘; [meˈdæːn ettæħˈɾiːɾ]) ist ein bedeutender Innenstadtplatz der ägyptischen Hauptstadt Kairo in der Nähe des rechten Nil-Ufers. Er entwickelte sich seit dem 19. Jahrhundert. Der Platz besteht vor allem aus einem drei- bis fünfspurigen Kreisverkehr mit begrünter Mittelinsel. In seiner unmittelbaren Umgebung liegen wichtige staatliche Verwaltungsgebäude sowie einige bekannte Sehenswürdigkeiten und Hotels der Stadt. Der Platz, unter dem sich an der U-Bahn-Station „Sadat“ die beiden Metrolinien 1 und 2 kreuzen, wird von Bussen und Individualverkehr stark frequentiert. 2011 war er der Kundgebungsplatz der Kräfte, die gegen oder für den Präsidenten Husni Mubarak eintraten, und wurde deshalb zum Symbol der ägyptischen Revolution.

## Lage
Der Platz wird in Ost-West-Richtung von der At-Tahrir-Straße durchzogen und bildet den nördlichen Abschluss der historischen Qasr al-ʿAini-Straße. Er liegt rund 500 Meter nördlich des Regierungssitzes, des Innenministeriums, des ägyptischen Außenministeriums und der US-Botschaft.
An der Nordseite des Tahrir-Platzes befindet sich das Gebäude des Ägyptischen Nationalmuseums, das 1858 vom französischen Ägyptologen Auguste Mariette gegründet und 1902 in den neoklassischen Bau umgesiedelt wurde. Südöstlich des Tahrirplatzes liegen der Präsidentenpalast und Parlamentsgebäude.
Der im Süden benachbarte Stadtteil ist Qasr ed-Dubara (Qasr el-Dubara / قصر الدوبارة / Qaṣr ad-Dūbāra) mit der Umar-Makram-Moschee und dem Palast der Prinzessin Nimet Kamāl ed-Dīn (Außenministerium) und dem el-Mugammaʿ (مجمع التحرير / Muǧammaʿ at-Taḥrīr / ‚Verwaltung am Taḥrīr-Platz‘; Baujahr 1951).
Weiter südlich liegt die Gartenstadt (Garden City / جاردن سيتي), verbunden über die Qasr-al-ʿAini-Straße.
Südwestlich vom Museum folgen entlang der Corniche das The Nile Ritz-Carlton Cairo (Ritz-Carlton Hotel Company) und das Hochhaus der Arabischen Liga.
In westlicher Richtung erreicht man über die Qasr-an-Nil-Straße und die Qasr-an-Nil-Brücke (كوبري قصر النيل, DMG Kūbrī Qaṣr an-Nīl) die Nil-Insel Gezira u. a. mit der modernen Oper (1988) und vielen Botschaftsgebäuden.
Westlich vom Ägyptischen Museum schloss sich einst die Zentrale der Nationaldemokratischen Partei Ägyptens, der Partei des damaligen Staatspräsidenten Mubarak, an. Das Gebäude wurde bei einem Brand im Zusammenhang mit den Unruhen im Januar 2011 schwer beschädigt und ab dem 31. Mai 2015 abgerissen.
Östlich des Platzes liegt die Kairoer Innenstadt, deren wichtigste Straßenverbindung die am Tahrir-Platz beginnende Talaat-Harb-Straße ist. Diese Straße wurde nach Talʿat Harb, dem Begründer der ägyptischen Nationalbank benannt und ist einer der Haupteinkaufsbereiche Kairos.
Der Tahrir-Platz grenzt außerdem an den historischen Innenstadt-Campus der Amerikanischen Universität Kairo. Der Hauptcampus der Universität befindet sich heutzutage in Neu-Kairo.

## Geschichte

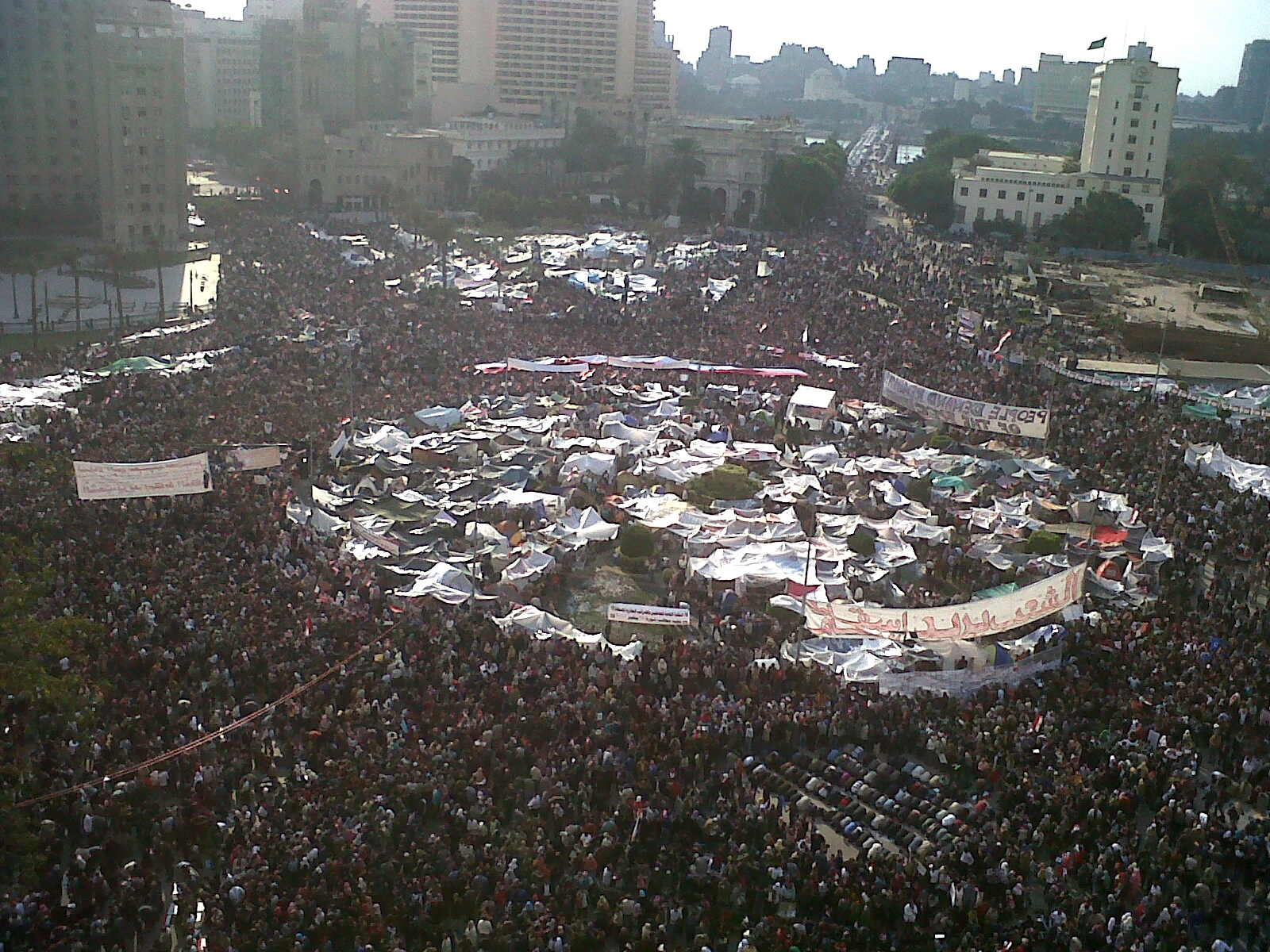
Der Tahrir-Platz ist am 8. Februar 2011 Zentrum der regimekritischen Bewegung gegen Präsident Mubarak

Das Gelände östlich des Nils wurde im 19. Jahrhundert unter der Regentschaft des osmanischen Vizekönigs Ismail Pascha in dem Wunsch angelegt, die Infrastruktur der nahöstlichen Metropole mit Hilfe großzügiger Boulevards und Uferpromenaden städtebaulich an das Aussehen mitteleuropäischer Großstädte anzulehnen. Im Bereich des heutigen Tahrir-Platzes entstand ab 1863 eine Kaserne für die ägyptische Armee. Die Kasernengebäude wurden 1882 von den Briten übernommen, sie waren 1919 und nochmals nach dem Zweiten Weltkrieg Schauplatz von Protesten gegen die britische Besatzung. Nach dem Abzug der britischen Truppen wurde die Kaserne 1947 abgerissen. Der Platz, der zunächst nach Ismail Pascha die Bezeichnung „Midan al-Ismailiyya“ erhalten hatte, wurde nach dem Sturz der Monarchie durch einen Militärputsch und der Proklamation Ägyptens als Republik 1954 in „Midan at-Tahrir“ – Platz der Befreiung – umbenannt.
In der Folge gab es einige Vorschläge zur Neugestaltung der durch den Kasernen-Abriss entstandenen Freifläche. Bis 1958 entstanden drei große Bauten: das Mogamma-Gebäude der Stadtverwaltung, das Hotel Nile Hilton und das Hauptquartier der arabischen Liga. Der eigentliche Tahrir-Platz hatte ab 1950 hauptsächlich die Funktion eines Verkehrsknotens inne. Dagegen wurde die Freifläche vor dem Ägyptischen Museum, zuvor der Sportplatz der Kaserne, gärtnerisch zu einem Park gestaltet. Dieser Park wurde in den Folgejahren allerdings schrittweise in einen Parkplatz umgewandelt.
1977 war der Tahrir-Platz Schauplatz der spontanen und gewalttätigen „Brotunruhen“ gegen die Regierung von Anwar Sadat und 1991 Zentrum der Proteste gegen den Irakkrieg. Während der Revolution in Ägypten 2011 fanden die größten Kundgebungen des Landes auf dem Platz statt, der damit zu einem wichtigen und umkämpften Symbol zwischen den Parteien wurde. Am 25. Januar besetzten erstmals etwa 15.000 Demonstrierende den Platz im Rahmen eines ausgerufenen „Tages des Zorns“. Am 2. Februar kam es schließlich vor allem nördlich des Platzes neben dem Ägyptischen Museum zu stundenlangen gewaltsamen Straßenkämpfen zwischen Regimegegnern und Anhängern des damals noch amtierenden Präsidenten Husni Mubarak.
Ende 2011 gab der Gouverneur von Kairo bekannt, dass ein Gestaltungswettbewerb für den Tahrir-Platz stattfinden solle.

### Symbolische Bedeutung
Der Tahrir-Platz kann als geografisches und administratives Zentrum von Groß-Kairo angesehen werden und wurde wiederholt zum Ort von Kundgebungen und Protesten. Seit 2011 hat er eine zusätzliche symbolische Bedeutung bekommen, die sich in Protest- und Occupy-Bewegungen der ganzen Welt manifestiert: Das „Modell Tahrir“ verbindet aus diskurstheoretischer Sicht die beiden Protestformen Demonstration und Aufruhr einerseits sowie länger andauernde Besetzung mit Nachtlager andererseits. „'Yes we camp' wurde, nachdem es in Peking 1989 von Panzern überrollt worden war, in Kairo neu erfunden und proliferierte von dort tendenziell weltweit.“ Das „wochenlange kulturrevolutionäre Tag- und Nachtlager“ kann als „Basisutopie einer egalitären As-Sociation“ angesehen werden, als „das Modell einer neuen As-Sociation, die neue gesellschaftliche Regeln begründen kann.“ Der Autor verweist darauf, dass „Tahrirplätze“ in den nördlichen Krisenbewegungen auftauchten, „zum Beispiel an der Puerta del Sol in Madrid und schließlich sogar in Israel“.

### Sexuelle Gewalt nach dem Sturz Mubaraks
Seit dem Sturz Husni Mubaraks und seines in Form eines tiefen Staates in den Sicherheitskräften und der staatlichen Administration abgestützten Systems sabotierten die Polizisten ihren Auftrag als Ordnungshüter. Die Ägypter erlebten in der Folge einen Niedergang der öffentlichen Ordnung und eine Kriminalität von bis dahin unbekanntem Ausmaß. Während die für ihre Korruption und Brutalität verhasste Polizei unter Husni Mubarak, in dessen autoritärem Regime seit 1981 ständig Notstandsgesetze verhängt waren, allgegenwärtig gewesen war und sexuelle Belästigung an öffentlichen Plätzen unterbunden hatte, führte der Rückzug der Sicherheitskräfte in den nächsten zwei Jahren seit dem 2011 erfolgten Rücktritt Mubaraks zu einem sprunghaften Anstieg sexueller Übergriffe gegen Frauen unter freiem Himmel, insbesondere auf dem Tahrir-Platz.
Während der Militärregierung unter Feldmarschall Mohammed Hussein Tantawi nach der im Februar 2011 erfolgten Machtübernahme durch den Obersten Militärrat scheiterten Versuche, Veranstaltungen von Frauen auf dem Tahrir-Platz zu organisieren oder endeten in körperlicher Belästigung durch eine größere Menge von Männern wie etwa im März 2011 und es kam zu Misshandlungen von Demonstrantinnen am Tahrir-Platz durch Soldaten, bei denen Demonstrantinnen von Soldaten getreten oder geschlagen und in einigen Fällen teilweise entkleidet wurden wie im Fall der unter Aktivisten als „blue bra girl“ bekannten Demonstrantin, deren Bilder ihrer Misshandlung im Dezember 2011 weitere Demonstrationen auf dem Tahrir-Platz auslösten. In besonders drastischer Weise wurde die direkte Verwicklung des Militärs in sexuelle Gewalt im Februar und März 2011 öffentlich, als sich Demonstrantinnen im Ägyptischen Museum am Tahrir-Platz unter der Aufsicht des damaligen militärischen Geheimdienstchefs und Generals, Abd al-Fattah as-Sisi, pseudomedizinischen und von internationalen Menschenrechtsgruppen scharf kritisierten „Jungfräulichkeitstests“ unterziehen mussten. International bekannt wurde der Fall von Samira Ibrahim, die mit Salwa Husseini eine Pressekonferenz abhielt, auf der beide bekannt gaben, dass ihnen ein Armeeangehöriger in Arztkittel nach ihrer Verhaftung am 9. März 2011, als die Militärpolizei erstmals mit großer Brutalität den Tahrir-Platz räumen ließ, in Militärgewahrsam den Finger in ihre Scheide gesteckt habe, um den „Jungfräulichkeitstest“ durchzuführen, was die Militärführung zunächst abstritt, worauf Ibrahim als erste ägyptische Frau vor Gericht gegen das Militär klagte.
Neben den „Jungfräulichkeitstests“ mit ungewisser Motivation kam es in der Zeit der Militärregierung Tantawi in den Jahren 2011 und 2012 auch zu brutalem Vorgehen gegen Aktivistinnen und zu Einsatz von sexueller Belästigung von Frauen als Aufstandsbekämpfung auf dem Tahrir-Platz. „Es geht bei sexueller Gewalt und Belästigung, nicht um Sex, sondern um Macht, sei es die des Mannes, des Patriarchen oder des politischen Machthabers.“ (Nora Amin) Sie können als Angriffe zur Einschüchterung der Opposition aufgefasst werden, zu der sexuelle Belästigung in Ägypten bereits seit Jahrzehnten eingesetzt worden war. Zu diesen Angriffen, die das Ziel verfolgten, die Frauen aus der politischen Betätigung zu drängen, zählten laut Julia Gerlach ein Angriff auf Frauen durch Schlägertruppen am 8. März 2011 und massive Übergriffe auf eine Frauendemonstration im Juni 2012. Diese Angriffe betrafen besonders häufig Frauendemonstrationen, die die Stellung der Frauen und sexuelle Belästigung zum Thema hatten. Tantawi rechtfertigte die Angriffe auf die Frauen – so auch den auf das „blue bra girl“ – nach Angabe des ehemaligen US-Präsidenten Jimmy Carter, indem er sie als Hilfestellung der Soldaten für die Frauen darstellte, „sich wieder zu bekleiden und aus der provokanten Aufmachung herauszukommen“.

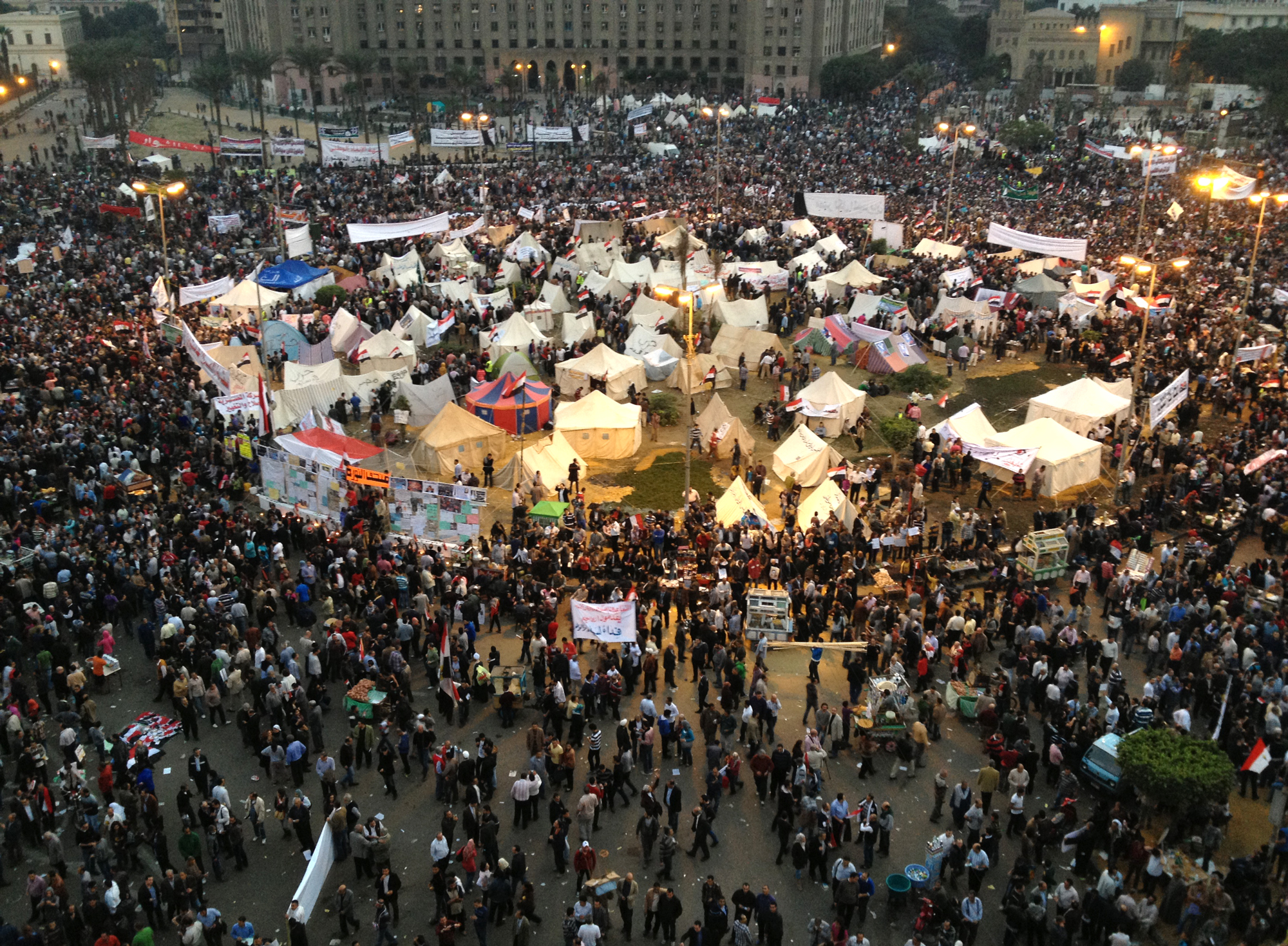
Proteste am Tahrir-Platz im November 2012 gegen den im Juni 2012 demokratisch gewählten Präsidenten Mursi

Bei einer Demonstration von Gegnern der Regierung Mohammed Mursis, die am zweiten Jahrestag der „Revolution“ auf dem Tahrir-Platz gegen die erste demokratisch gewählte Regierung Ägyptens stattfand, wurden nach Angaben der Selbsthilfeorganisationen „Operation Anti-Sexual Harassment“ (OpAntiSH) und „Tahrir Bodyguard“ mindestens 25 Frauen von Tätergruppen umzingelt und vergewaltigt. Eine 19-jährige Frau wurde demnach vom Tahrir-Platz in eine Seitenstraße gezerrt, nackt ausgezogen und mit einem Messer an den Genitalien verletzt. Mehrere Opfer hatten Bisswunden am ganzen Körper. Die UN-Menschenrechtskommissarin Navanethem Pillay verurteilte am 29. Januar 2013, „dass die Polizei diese Angriffe nicht verhindert“ und die Staatsanwaltschaft keine Anzeigen erstattet hatte, obwohl „mehrere Hundert Männer an diesen abscheulichen Taten beteiligt waren“.
Auch in den Tagen vor dem Militärputsch unter Militärchef Sisi am 3. Juli 2013 wurden am Rande der Kundgebungen von Mursi-Gegnern am Tahrir-Platz nach Angaben von Human Rights Watch und lokalen Selbsthilfegruppen wie OpAntiSH mindestens 91 Frauen vergewaltigt. Den Höhepunkt erreichten die sexuellen Gruppenübergriffe am Tahrir-Platz in der Nacht vom 3. auf den 4. Juli 2013 mit über 80 betroffenen Frauen, nachdem Sisi als Putschführer den gewaltsamen Sturz des Staatspräsidenten Mursi durch das Militär verkündet hatte und die Straßen um den Tahrirplatz die ganze Nacht hinweg zu einem Feierort einer tanzenden und singenden Menge von Putschbefürwortern wurden. Seit dem Putsch blieb der Tahrir-Platz dann langfristig gesperrt und wurde von den Sicherheitskräften stark bewacht. Ein Bericht der Menschenrechtsgruppe International Federation for Human Rights (FIDH), die 2015 einen Anstieg der durch die Sicherheitskräfte verübten sexuellen Gewalt unter Präsident Sisi seit dem Sturz Mursis beklagte, führte sexuelle Gruppenübergriffe am Tahrir-Platz auf, die im Juni 2014 während des Amtsantritts Sisis, der sich zwischenzeitlich selbst zum Feldmarschall ernannt hatte, zum ägyptischen Staatspräsidenten stattfanden. Als wahrscheinlichen Hauptgrund für den relativen Rückgang der Berichte über Vergewaltigungen und sexuelle Übergriffe durch Gruppen führte der FIDH-Bericht das absolute Demonstrationsverbot an, das seit Beginn der Amtszeit Sisis bestand.